# Graham Hitch
Graham Hitch (* 1946) ist ein britischer Psychologe.
Graham Hitch erhielt den Bachelor der Naturwissenschaften an der University of Cambridge und machte später den Master an der University of Sussex in Experimentalpsychologie. Er promovierte an der University of Cambridge. Er lehrte von 1979 bis 1991 an der University of Manchester, von 1991 bis 2000 an der University of Lancaster und von 2000 bis 2011 an der University of York. Im Jahr 2011 wurde er emeritiert. Hitch ist bekannt geworden durch sein Arbeitsgedächtnismodell.

## Schriften (Auswahl)
- Alan D. Baddeley, Graham Hitch: Working Memory, In: Gordon H. Bower (ed.), Psychology of Learning and Motivation, Academic Press, Volume 8, 1974, Pages 47-89, ISBN 9780125433082, https://doi.org/10.1016/S0079-7421(08)60452-1.
- Baddeley, A. D., & Hitch, G. J. (1994): Developments in the concept of working memory. Neuropsychology, 8(4), 485-493.